# Couratari sandwithii
Couratari sandwithii là một loài thực vật linhin thuộc họ Lecythidaceae.
Loài này có ở Suriname và Venezuela.